# Lista över ärkebiskopar i Åbo stift
Detta är en lista över ärkebiskopar i Åbo stift inom den Evangelisk-lutherska kyrkan i Finland.

## Lista
| Ärkebiskop | Ärkebiskop            | ärkebiskop under tiden |
| ---------- | --------------------- | ---------------------- |
|            | Jakob Tengström       | 1817–1832              |
|            | Erik Gabriel Melartin | 1833–1847              |
|            | Edvard Bergenheim     | 1850–1884              |
|            | Torsten Thure Renvall | 1884–1898              |
|            | Gustaf Johansson      | 1899–1930              |
|            | Lauri Ingman          | 1930–1934              |
|            | Erkki Kaila           | 1935–1944              |
|            | Aleksi Lehtonen       | 1945–1951              |
|            | Ilmari Salomies       | 1951–1964              |
|            | Martti Simojoki       | 1964–1978              |
|            | Mikko Juva            | 1978–1982              |
|            | John Vikström         | 1982–1998              |
|            | Jukka Paarma          | 1998–2010              |
|            | Kari Mäkinen          | 2010–2018              |
|            | Tapio Luoma           | 2018–                  |

- Lista över biskopar i Åbo stift
- Gardberg, C.J; Heininen, Simo; Welin, P. O. Nationalhelgedomen Åbo Domkyrka 1300-2000. Tammi förlag, Helsingfors 2000. ISBN 951-31-1706-5